# 季赫 (科斯托皮爾區)
50°58′3″N 26°32′47″E / 50.96750°N 26.54639°E
季赫（烏克蘭語：Тихе），是烏克蘭西北部的村莊，隸屬里夫內州的里夫內區。該村面積0.94平方公里，海拔高度178米，2001年人口233，人口密度每平方公里247.9人。